# Multipulchroppia amazonica
Multipulchroppia amazonica är en kvalsterart som först beskrevs av Balogh och Sandór Mahunka 1969.  Multipulchroppia amazonica ingår i släktet Multipulchroppia och familjen Oppiidae. Inga underarter finns listade i Catalogue of Life.